# Зграда старе кланице у Великој Плани
Зграда старе кланице у Великој Плани је део некадашњег комплекса привредно-индустријских објеката које су у периоду од 1886. до 1928. године подигли немачки индустријалци Кристијан Шојс и Вилхелм Шумахер. Ова грађевина због својих монументалних размера у време изградње, складних пропорција, јединственог облика, правилних ритмова, технике обраде фасада и примењене естетике, представља изузетно вредан пример индустријске архитектуре у Србији с почетка 20. века и има статус споменика културе.

## Изглед зграде
Зграда кланице је саграђена у мешовитом конструктивном систему са тракастим темељима велике носивости израђеним од опеке и бетона, по пројекту који је урадио „Инжењерско-технички биро Стојана Вељковића и Ото Лоренца“. Масивни конструктивни зидови су изведени од опеке која је положена у малтер. Носећи стубови, спиралне степенице у кули и међуспратна конструкција су израђени од армираног бетона.
Зграда има основу у облику латиничног слова „L“ са кулом овалног пресека, која је изведена на споју два крила објекта. У структурном смислу, здање се састоји од подрума, приземља, спрата и високог поткровља. Кров објекта има сложену форму, кровна конструкција је дрвена, а кровни покривач је цреп. У унутрашњости објекта све етаже су међусобно повезане вертикалним комуникацијама - лифтом теретног типа и степеништем. Фасаде објекта, укључујући и профилацију, никада нису биле малтерисане и изведене су од опеке у „натур обради“. У ликовно обликовном смислу, витка силуета куле скоро пуног овалног пресека, са кровом у облику осмостране пирамиде, представља доминантни елемент у укупном обликовању архитектонског корпуса зграде.